# Русалочка 2: Возвращение в море
«Руса́лочка 2: Возвраще́ние в мо́ре» (англ. The Little Mermaid II: Return to the Sea) — анимационный музыкальный фэнтезийный приключенческий direct-to-video-фильм 2000 года, снятый студией Walt Disney Television Animation. Это второй мультфильм трилогии «Русалочка». Режиссёрами выступили Джим Каммеруд и Брайан Смит. Сюжет фильма происходит спустя 12 лет после событий оригинального фильма и фокусируется на дочери Ариэль и Эрика Мелоди, человеческой принцессе, которая жаждет плавать в океане, несмотря на закон её родителей о том, что в море ей плавать запрещено.
Многие актёры озвучивания из оригинального фильма вернулись в продолжение, в том числе Джоди Бенсон в роли Ариэль, Кеннет Марс в роли короля Тритона, Сэмюэл Э. Райт в роли Себастьяна и Бадди Хэкетт в роли Скатла в его последней роли в кино перед смертью в июне 2003 года. Пэт Кэрролл, которая озвучила Урсулу в первом фильме, вернулась в роли сестры Урсулы Морганы, новой злодейки. Тара Стронг присоединилась к актёрскому составу в роли Мелоди, Роб Полсен заменил Кристофера Дэниела Барнса в роли принца Эрика и Кей И. Кьютер озвучил Угрюмуса, заменив Бена Райта, который умер за четыре месяца до выхода первого фильма.
Мультфильм был выпущен 17 апреля 2000 года.
Он получил в основном негативные отзывы от критиков, критиковавших сюжет и отсутствие оригинальности, хотя характер Мелоди, наряду с озвучиванием Стронг, получил высокую оценку. В 2008 году Disney выпустила третий мультфильм «Русалочка: Начало истории Ариэль», который является приквелом к первому мультфильму.

## Сюжет
У принца Эрика и Ариэль рождается дочь, которую назвали Мелоди. На празднике, Ариэль представляет малютку жителям подводного королевства, в числе которых любимый отец Ариэль, царь Тритон, являющийся дедушкой Мелоди, и старшие сёстры Ариэль — Аквата, Ариста, Аттина, Андрина, Аделла и Алана, являющиеся тётушками Мелоди со стороны матери. Царь Тритон дарит своей новорожденной внучке волшебный кулон-ракушку, чтобы она всегда помнила, что отныне часть её сердца навек принадлежит морю, но когда морской царь собирается передать Мелоди кулон, появляется младшая сестра погибшей Урсулы, Моргана. Она хватает Мелоди и угрожает скормить её акуле по имени Громила, чтобы вынудить Тритона отдать ей волшебный трезубец, который она намерена использовать, чтобы отомстить за Урсулу и захватить власть над океаном. Ариэль и Эрик вместе срывают план врага, а Громилу морской царь превращает в мини-рыбу, похожую на пиранью. Моргана сбегает, уклоняясь от попыток сил царя Тритона схватить её и объявляет, что однажды она жестоко отомстит. Опасаясь Морганы и вспоминая Урсулу, Ариэль решает, что пока Моргана не будет побеждена, им придётся скрывать от Мелоди все знания о морском мире и её наследии, чтобы защитить её от смертельной опасности. Тритон прячет кулон на морском дне и посылает Себастьяна следить за Мелоди, после чего строится массивная стена, отделяющая замок Эрика и его семьи от моря.
Проходит 12 лет, Мелоди росла, не зная о русалочьем наследии своей матери, не позволяющей ей даже идти в море. Однако она регулярно ускользает из замка, чтобы там поплавать и пособирать ракушки, и в один прекрасный день она находит кулон. Заметив своё имя на нём, она спрашивает свою маму об этом, но на этой почве между Мелоди и Ариэль вспыхивает конфликт. Разочарованная строгим отказом матери отвечать на вопросы, Мелоди уходит, заодно забрав свой кулон и угнав маленькую лодку, уплывает из дома. Наблюдавшая за происходящим Моргана решает воспользоваться этим шансом и посылает Громилу ей навстречу. Себастьян в отчаянии сообщает Ариэль и Эрику, что Мелоди уплыла в море. Громила находит Мелоди и предлагает ей направиться к Моргане, Мелоди надеется, что она поможет ей узнать значение её имени на кулоне и соглашается направиться к ней. Два брата-ската, Маска и Кинжал, тянут лодку Мелоди и доставляют её в логово Морганы на Южном полюсе. Моргана радостно встречает юную принцессу и Мелоди спрашивает Моргану, что означает её имя на её кулоне и с сожалением рассказывает, что её мать не хотела объяснять, считая, что она её не понимает. Вспоминая свои непростые отношения с Урсулой и своей матерью, Моргана сочувственно заверяет Мелоди, что она не единственная, кого не понимает мама, и объясняет ей, что имя на её кулоне говорит о том, что в нём заключена её судьба как русалки, и она может помочь ей стать частью подводного мира. Моргана достаёт флакон волшебного зелья Урсулы, которое она припасла для особых случаев и используя его, превращает Мелоди в русалку и она радостно отправляется в плавание навстречу судьбе.
В это время, Ариэль и Эрик встречаются с царём Тритоном и обсуждают сложившуюся ситуацию. Морской царь заверяет Ариэль, что он отправил поисковые отряды прочёсывать океан в поисках Мелоди и в скором времени он присоединится к ним. Эрик предлагает Ариэль отправиться с ним, так как она знает Мелоди и море лучше, чем кто-либо другой, Эрик же возглавит поисковые группы на земле. Тритон говорит, что это может быть опасно, но Ариэль соглашается с Эриком, понимая, что ей не следовало удерживать Мелоди от моря. Тритон использует силу трезубца и Ариэль, вновь став русалкой, отправляется на поиски Мелоди, попутно выражая горькое сожаление о том, что не делилась с дочерью своим наследием, в то время как Мелоди исследует свои новообретённые способности как русалка и испытывает сильное чувство, что она хочет стать частью моря.
Мелоди возвращается к Моргане, чтобы отблагодарить её, но та объясняет, что заклинание носит временный характер и чтобы оно стало постоянным, Моргане нужен трезубец, который, как она утверждает, был украден Тритоном. Мелоди решает помочь ей и отправляется в путь, попутно она встречает пингвина Типа и моржа Дэша, желающих стать героями.
В конце-концов троица достигает Атлантики, Моргана посылает Маску и Кинжала позаботиться о том, чтобы благополучному возвращению Мелоди ничто не помешало. Мелоди находит трезубец и забирает его, но при этом теряет свой кулон, после чего уплывает. Ариэль и Тритон замечают пропажу трезубца и лежащий на земле кулон Мелоди, подозревая, что за всем этим стоит Моргана, Тритон приказывает ускорить поиски и задействовать всех жителей моря. Ариэль и Флаундер следуют за Маской и Кинжалом и добираются до логова Морганы, Ариэль просит Флаундера предупредить отца, но тот решает пойти с ней, тогда они посылают Скаттла к Эрику и Тритону за подмогой.
Мелоди благополучно возвращается к Моргане с трезубцем, но когда она собирается передать его ей, появляются Ариэль и Флаундер, пытаясь отговорить её от этого. Мелоди очень потрясена, что её мать действительно русалка, Ариэль тоже потрясена, что её дочери всё-таки удалось стать русалкой — на почве этого неожиданного откровения между ними вспыхивает очередной конфликт. Мелоди обвиняет мать в том, что утаивала от неё всю правду о морском мире, в котором она когда-то жила, Ариэль пытается извиниться перед дочерью и объясниться, но глубоко обиженная и чувствующая себя преданной Мелоди отказывается простить свою маму и передаёт Моргане трезубец. Овладев трезубцем, Моргана раскрывает свои истинные злые намерения и взяв Ариэль в плен, бросает Мелоди в ледяную пещеру и замуровывает её там, заодно упомянув, что действие её трансформации в русалку иссякнет к закату.
Моргана поднимается на поверхность и начинает властвовать над океаном. Прибывают Эрик, царь Тритон, Скаттл, Себастьян, и вступают в битву с морской ведьмой. Моргана обрушивает на корабль Эрика айсберг, вынуждая его с командой покинуть судно, заодно восстанавливая рост Громилы к исходному, а затем Маска и Кинжал тянут Эрика на дно, но Ариэль освобождается от хватки Морганы благодаря Скаттлу и вместе с Себастьяном ныряет в воду, спасая любимого мужа от утопления.
Вскоре заклинание Морганы теряет свою силу и Мелоди возвращается в человеческий облик. Лишившись своих способностей русалки, Мелоди начинает тонуть и безуспешно пытается вырваться из ловушки, но Тип и Дэш помогают ей освободиться благодаря Громиле, который на полной скорости проломил ледяную стену и выносят на берег. Моргана использует силу трезубца, заставляя всех обитателей моря, включая Ариэль, Себастьяна, Тритона, Типа и Дэша склониться перед ней. Мелоди видит свои ноги и понимая, что это позволит ей избежать заклинания, бежит на вершину ледника и отобрав у Морганы трезубец, бросает его своему дедушке. Моргана в отчаянии тянется к трезубцу, при этом сбрасывая Мелоди с вершины ледника. Дэш прыгает вперёд и Мелоди благополучно приземляется на него, избегая гибели. Тритон ловит трезубец и объявляет Моргане, что отныне она больше не потревожит его семью и магией трезубца заточает ведьму в глыбу льда, которая падает на дно и погребается под ледяными обломками.
Эрик несёт Мелоди на руках и она приходит в сознание, воссоединяясь с семьёй. Мелоди извиняется перед матерью, но Ариэль говорит, что это она и Эрик должны просить у ней прощения за то, что утаивали от неё правду. Мелоди раскаянно всем объясняет, что никому не хотела зла и не знала, что может из всего этого выйти, но считала, что ей было бы лучше, когда она была русалочкой, чем девочкой. Ариэль утешает свою дочь, говоря, что не имеет значения, ноги ли у неё или русалочий хвост, поскольку она и Эрик любят Мелоди за то, какая она маленькая, но при этом очень смелая — вся в свою маму, как сказал Тритон. Мелоди радостно кидается в объятия дедушки, официально встречаясь с ним. Тритон говорит своей внучке, что понимает её желание жить в море и предлагает Мелоди выбор — навсегда стать русалкой и жить с ним в Атлантике, или же остаться с родителями на суше. Посмотрев на своих родителей, Мелоди говорит, что у неё появилась более лучшая идея. Мелоди использует магию трезубца, чтобы разрушить стену, отделяющую её дом от моря, и объявляет, что теперь подводное и земное королевства воссоединятся и отныне будут жить вместе в мире и согласии.

## Персонажи
- Мелоди — главная героиня фильма, дочка Эрика и Ариэль, упрямая, любопытная, но очень смелая русалочка. Очень любит море и расстраивается, что ей не разрешают там играть. Однако наперекор всем запретам и стараниям Себастьяна она очень часто собирает там ракушки. Ей 12 лет. Отыскав медальон, который ей подарил её дедушка — царь Тритон, Мелоди ссорится со своей мамой, поскольку Ариэль предупреждает дочь об опасностях моря, на что Мелоди отвечает: «Откуда ты знаешь? Ты там никогда не была!». В конце концов Мелоди решается отправиться на поиски того, кто поможет ей узнать об Атлантике.
- Ариэль — вторичная героиня фильма. Любит свою дочь, поэтому не разрешает ей играть в море и просит Себастьяна присматривать за ней.
- Принц Эрик — муж Ариэль и отец Мелоди. Добрый, справедливый и смелый человек.
- Моргана — главная антагонистка фильма. Злая, хитрая и коварная морская ведьма. Собиралась превзойти свою сестру Урсулу. На протяжении всего фильма хотела заполучить трезубец и править морями, хотя сама она, пожалуй, даже более злая и опасная, чем Урсула. В конце у неё это получилось. Однако Мелоди смогла хитростью отобрать у неё трезубец и вернуть его своему дедушке, а Тритон в свою очередь навсегда заточил Моргану во льдах.
- Царь Тритон — правитель Атлантики, отец Ариэль и дедушка Мелоди. Любит свою младшую дочь. Добрый и смелый, но временами бывает очень суров.
- Себастьян — краб, один из лучших друзей Ариэль и придворный композитор царя Тритона. Часто присматривает за Мелоди, дочерью Ариэль.
- Флаундер — тропическая рыбка и лучший друг Ариэль. Через 12 лет у него родилось 5 детей — 3 сына и 2 дочери.
- Тип и Дэш — пингвин и морж, друзья Мелоди. Комичны и чудаковаты, но мечтают стать настоящими героями, и в конце концов им это удаётся — они спасают Мелоди из логова Морганы.

## Роли озвучивали
- Джоди Бенсон — Ариэль
- Сэмюэл Э. Райт — Себастьян
- Тара Стронг — Мелоди
- Пэт Кэрролл — Моргана
- Бадди Хэкетт — Скаттл
- Кеннет Марс — царь Тритон
- Макс Казелла — Тип
- Стивен Фёрст — Дэш
- Роб Полсен — принц Эрик
- Клэнси Браун — Громила
- Кэм Кларк — Флаундер
- Рене Обержонуа — шеф Луи
- Кей И. Кьютер — Угрюмуc
- Иди Макклёрг — Карлотта
- Фрэнк Уэлкер — Макс

## Прием

### Критический прием
Агрегатор обзоров Rotten Tomatoes сообщает, что 17% из 6 критиков дали фильму положительную оценку, а средняя оценка составляет 3,8/10. В 2011 году Total Film поставил его на 27-е место среди 50 худших детских фильмов, когда-либо созданных.
В отличие от фильма и даже персонажа Ариэль, для которой последний приём вообще был смешанным, Мелоди, главная героиня, в целом была хорошо встречена как критиками, так и поклонниками Русалочки, которые высоко оценили её эмоциональные отношения с Ариэль, рост персонажа и симпатию. Сильная производительность. В 2019 году Screen Rant поставил её на 9-е место в рейтинге неофициальных принцесс Диснея. Мелоди — один из любимых персонажей Тары Стронг, так как в детстве она была большой поклонницей фильма 1989 года.

### Продажи домашнего видео
Этот фильм занял десятое место среди самых успешных видеорелизов 2000 года с розничной выручкой в 121 миллион долларов. В 2000 году было продано 6 миллионов видеокассет и DVD с фильмом на общую сумму превышающей 41 миллион долларов.

## Саундтрек
| Номер         | Название                            | Писатель                                                                                                   | Исполнитель                                                                       | Длительность |
| ------------- | ----------------------------------- | --- | --------------------------------------------------------------------------------- | ------------ |
| 1.            | "Down to the Sea"                   | Michael and Patty Silversher                                                                               | Jodi Benson, Rob Paulsen, Clancy Brown, Kay E. Kuter, Samuel E. Wright and Chorus | 3:29         |
| 2.            | "Tip and Dash"                      | Michael and Patty Silversher                                                                               | Max Casella, Stephen Furst, Tara Charendoff                                       | 1:59         |
| 3.            | "Iko Iko" (*)                       | Barbara Ann Hawkins, Jessie Thomas, Joan Johnson, Maralyn Jones, Joe Jones, Rose Lee Hawkins, Sharon Jones | Wright                                                                            | 3:49         |
| 4.            | "Octopus's Garden" (*)              | Richard Starkey                                                                                            | Wright                                                                            | 2:47         |
| 5.            | "For a Moment"                      | Michael and Patty Silversher                                                                               | Benson, Charendoff                                                                | 2:28         |
| 6.            | "Give a Little Love" (*)            | Albert Hammond, Diane Warren                                                                               | Wright                                                                            | 3:57         |
| 7.            | "Hot, Hot, Hot"                     | Alphonsus Cassell                                                                                          | Wright                                                                            | 5:08         |
| 8.            | "Here on the Land and Sea" (Finale) | Michael and Patty Silversher                                                                               | Benson, Charendoff, Wright and Chorus                                             | 1:44         |
| Total length: | Total length:                       | Total length:                                                                                              | Total length:                                                                     | 25:21        |

| Номер | Название             | Писатель                   | Исполнитель      | Длительность |
| ----- | -------------------- | -------------------------- | ---------------- | ------------ |
| 1.    | "Part of Your World" | Alan Menken, Howard Ashman | Chely Wright     | 3:25         |
| 2.    | "Limbo Rock" (*)     |                            | Samuel E. Wright | 2:29         |

| Номер | Название                            | Писатель                     | Исполнитель                                               | Длительность |
| ----- | ----------------------------------- | ---------------------------- | --------------------------------------------------------- | ------------ |
| 1.    | "Here on the Land and Sea" (Finale) | Michael and Patty Silversher | Jodi Benson, Tara Charendoff, Samuel E. Wright and Chorus | 1:44         |
| 2.    | "Coconut" (*)                       | Harry Nilsson                | Wright                                                    |              |

В финальных титрах фильма звучит новая запись Part of Your World в исполнении кантри-певицы Чели Райт . Другая версия песни в исполнении Энн Мари Боскович использовалась в некоторых международных версиях фильма.

## Видеоигра
Фильм был адаптирован в виде 2D видеоигры для PlayStation, выпущенной 25 сентября 2000 года. Он был разработан Blitz Games и опубликован THQ . Позже она была переиздана для PlayStation 3, PlayStation Portable и PlayStation Vita.

## Наследие
На вопрос о возможном продолжении ремейка «Русалочки» 2023 года звезды Хэлли Бейли (Ариэль) и Джона Хауэр-Кинг (Эрик) упомянули «Возвращение в море» и рассмотрели аналогичный сюжет с персонажем Мелоди. В том же интервью Бейли добавила, что ей «нравится» продолжение, в то время как Хауэр-Кинг предложил, чтобы Эрик тоже превратился в водяного в потенциальном продолжении.